# Polycrates van Efeze
Polycrates van Efeze (Grieks: Πολυκράτης; fl. c. 130 – 196) was een vroegchristelijke bisschop van Efeze.